# Katsuko Kanesaka
Katsuko Kanesaka (em japonês:  金坂 克子; Chiba, 1 de março de 1954) é uma ex-jogadora de voleibol do Japão que competiu nos Jogos Olímpicos de 1976.
Em 1976, ela fez parte da equipe japonesa que conquistou a medalha de ouro no torneio olímpico, no qual atuou em cinco partidas.